# Arnaldo Pizzorusso
Arnaldo Pizzorusso (Bagni di Lucca, 29 maggio 1923 – Firenze, 27 marzo 2012) è stato un francesista italiano.

## Biografia
Ha insegnato all'Università di Cagliari (dal 1949 al 1953), a quella di Pisa (dal 1953 al 1965) e più a lungo in quella di Firenze (dal 1965 al 1998, restandovi come professore emerito anche dopo). Autore di importanti studi sulla letteratura francese e sulla letteratura comparata, Accademico dei Lincei dal 1990, era anche "chevalier" nell'Ordine nazionale della Legion d’onore francese e Officier nell'Ordre des Palmes Académiques. Due le lauree h.c., all'Università di Chicago e all'Università di Reims, oltre a premi internazionali come il premio letterario di francesistica di Saint Vincent. È stato anche "visiting professor" alla Sorbonne, a Yale e all'Università di Chicago.

## Studi
Ha diretto la "Rivista di letterature moderne e comparate" dal 1995 e la collana "Studi critici" presso le edizioni Pacini di Pisa. Ha collaborato a molte riviste italiane e francesi.
I suoi studi spaziavano dal Medioevo al Novecento, includendo autori come François de Callières, Jean-Baptiste Morvan de Bellegarde, Jean Giraudoux, Étienne Pivert de Senancour, Rémond de Saint-Mard, Joseph Joubert, Roger Martin du Gard, Paul Valéry, Pierre Choderlos de Laclos, François Fénelon, Étienne Simon de Gamaches, Anne Le Fèvre Dacier, Bernard le Bovier de Fontenelle, Charles Baudelaire, André Gide, Jean-Jacques Rousseau, Benjamin Constant, Edme Boursault, Michel de Montaigne, Honoré d'Urfé, Pierre Corneille, Stendhal, Antoine François Prévost, Louis-Armand de Lom d'Arce de Lahontan, Voltaire, Juliette Récamier, Jean de La Fontaine, Jean-Bertrand Pontalis, Catherine Pozzi, Honoré de Balzac ecc.

## Opere
- La poetica di Joubert, Sassari: Gallizzi, 1951
- L'immaginazione e le immagini in Joseph Joubert, Sassari: Gallizzi, 1952
- Tre studi su Giraudoux, Firenze: Sansoni, 1954
- Studi sulla letteratura dell'età preromantica in Francia, Pisa: Goliardica, 1956
- La poetica di Fénelon, Milano: Feltrinelli, 1959
- La poetica del romanzo in Francia: 1660-1685, Roma: Sciascia, 1962 [ma 1955]
- Studi in onore di Carlo Pellegrini (con Glauco Natoli e Franco Simone), Torino: SEI, 1963
- Il vantaglio e il compasso. Fontenelle e le sue teorie letterarie, Napoli: Ed. scientifiche italiane, 1964
- Sedici commenti a Baudelaire, Firenze: Vallecchi, 1975
- Rousseau e la continuazione dell'Émile, Pisa: Libreria Goliardica, 1966
- Teorie letterarie in Francia. Ricerche sei-settecentesche, Pisa: Nistri-Lischi, 1968
- Da Montaigne a Baudelaire. Prospettive e commenti, Roma: Bulzoni, 1971
- Prospettive seconde. Studi francesi, Pisa: Pacini, 1977
- introduzione a Voltaire, Romanzi e racconti, Milano: Mondadori, 1981
- Analisi e variazioni. Studi francesi, Roma: Bulzoni, 1982
- introduzione a Michael Riffaterre, Semiotica della poesia, Bologna: Il mulino, 1983
- Ai margini dell'autobiografia. Studi francesi, Bologna: Il mulino, 1986
- introduzione a Jean de La Fontaine, Quaranta favole, Firenze: Le lettere, 1988
- Letture di romanzi. Saggi sul romanzo francese del Settecento, Bologna: Il mulino, 1990
- Quel piccolo cerchio di parole. Elementi di una poetica letteraria nel Seicento francese, Bologna: Il mulino, 1992
- Nuove riflessioni sulla critica letteraria, Fasano: Schena, 1995
- Figure del soggetto, Pisa: Pacini, 1996
- introduzione a Voltaire, Storia di Jenni, Firenze: Le lettere, 1996
- Sulla concezione del bello nella letteratura francese del Seicento, Roma: Accademia nazionale dei lincei, 1997
- Principî e occasioni della scrittura. Studi francesi, Bologna: Il mulino, 1999
- Quaderni di studio 1975-1990, Pisa: Pacini, 2000, 20052
- Quaderni di studio 1991-1996, Pisa: Pacini, 2003
- Quaderni di studio 1997-2001, Pisa: Pacini, 2006
- Quaderni di studio 2002-2006, postfazione di Giovanna Angeli, Pisa: Pacini, 2007